# Eupithecia finitima
Eupithecia finitima es una especie de polilla de la familia Geometridae. La especie fue descrita por primera vez por András Mátyás Vojnits habiendo sido descrita en 1979, con distribución en China, especialmente la provincia de Shaanxi. El holotipo de la especie fue descrita en los montes Tsinling del sector Tapaishan, al sur de Shaanxi y a una altitud de 1700 metros (5577,4 pies). Habita a una altitud mayor que la Eupithecia eszterkae, del mismo sector montañoso. 